# Pardis Sabeti
Pardis C. Sabeti (en persa: پردیس ثابتی‎) (Teherán, Irán, 25 de diciembre de 1975) es una bióloga-computacional iraní-americana, médica geneticista y geneticista evolutiva, que desarrolló un método estadístico bioinformática que identifica secciones del genoma, que ha sido responsable de selección natural y un algoritmo que explica los efectos de la genética en la evolución de la enfermedad.
En 2014, Sabeti lideró un grupo que usaba una tecnología de secuenciación genómica avanzada para identificar el origen de la infección de un reservorio animal a un humano en el brote del Ébola el oeste de África. Cambios en el ARN sugieren que la primera infección humana estuvo seguida por transmisiones excluiscas de contagio entre humanos.
Sabeti es catedrática del Centro sobre Sistemas Biológicos y Departamento de Biología Organísmica y Evolutiva en la Universidad de Harvard y en la facultad del Center for Communicable Disease Dynamics en el Harvard T.H. Chan Escuela de Salud Pública, y es un miembro en el Instituto Broad. Es la responsable del Laboratorio Sabeti.
Sabeti también es la actual responsable de la serie educativa"Against All Odds: Inside Statistics" patrocinada por Annenberg Learner. Su espectáculo está incluido en muchos currículums de estadística de Educación Secundaria.

## Educación y primeros años de vida
Sabeti nació en 1975 en Teherán, Irán. Su madre Nancy y su padre Parviz Sabeti. Su padre era el diputado en SAVAK, agencia de inteligencia de Irán, y un oficial de alto rango el régimen de Shah. Tuvo una hermana, Parisa, 2 años mayor. A corta edad, Parisa enseñó a Pardis las matemáticas que ella había aprendido el curso anterior, conisguiendo así que Pardis estuviera "casi dos años adelantada en matemáticas" cuando comenzó en su primer año de escuela. En octubre de 1978, su familia huyó de Irán, poco antes de la Revolución iraní, cuando Sabeti tenía dos años de edad, y se trasladaron a Florida. Durante su estancia en Orlando, Sabeti quiso ser dueña de una tienda de flores, novelista, o doctora. Aun así, estaba mucho más apasionada por las matemáticas. Durante su niñez y adolescencia, Sabeti jugó a tenis, participando en competiciones.
Sabeti estudió en Trinity Preparatory School en el centro de Florida. Durante este periodo, fue una becaria de National Merit Scholar y participó en el equipo académico de Educación Superior en USA Today’s All-USA.
Sabeti fue a estudiar biología al Instituto de Massachusetts de Tecnología donde fue miembro del equipo universitario de tenis y delegada de clase, graduándose en 1997 en la carrera de biología y un "perfecto 5.0 media." En MIT, empiece su carrera de búsqueda en David Bartel laboratorio y también trabajado en el laboratorio de Eric Lander, creó el programa de liderazgo de estudiantes de primer año y trabajó como ayudante docente. Posteriormente, obtuvo una beca Rhodes en la Universidad de Oxford y completó su doctorado en genética evolutiva en 2002, y se graduó con sobresaliente cum laude con un Doctor de Medicina en la Escuela Médica Harvard en 2006, siendo la tercera mujer en recibir esta distinción desde que la escuela aceptó el ingreso de mujeres como alumnado. Tuvo una beca de estudios concedido por Paul & Daisy Soros Fellowships for New Americans. Inicialmente, Sabeti pensaba estudiar medicina y convertirse en doctora, pero finalmente decidió que prefería dedicarse a la investigación en lugar de dedicarse a ejercer la medicina.

## Carrera
Sabeti participa anualmente como conferenciantes en la Serie de Conferencias del Instituto de Investigación en Ciencias del MIT destinada a alumnado de instituto. En mayo de 2015, dio una charla en TED, titulada "¿Cómo combatiremos el próximo virus mortífero?."

### Investigación
Como estudiante de posgrado en Oxford y estudiante con Eric Lander en el Instituto Broad, Sabeti desarrolló una familia de pruebas estadísticas para selección positiva que busca las variantes genéticas comunes encontradas en haplotypes inusualmente largos. Sus pruebas, extendidos a homozygosidad haplotípica (EHH), el test de largo alcance de haplotipos (LRH) , y el test sobre "cross population extended haplotype homozygosity" (XP-EHH), están diseñados para detectar mutaciones ventajosas cuya frecuencia en poblaciones humanas ha aumentado rápidamente en los últimos 10,000 años. Como miembro facultativo de Harvard, Sabeti y su grupo han desarrollado una prueba estadística para detallar señales de selección, "Composite of Multiple Signals" (CMS), y una familia de pruebas estadísticas para detectar y caracterizar correlaciones en bases de datos de cualquier clase, exploración de información no paramétrica maximal (MINA).

## Premios y reconocimientos
En 2012, Sabeti ganó el premio American Ingenuity Archivado el 25 de febrero de 2016 en Wayback Machine. de la revista Smithsonian en la categoría de Ciencias Naturales. En 2014, recibió el Premio de la Fundación Vilcek de Promesa Creativa en Ciencias Biomédicas. También recibió un premio "Burroughs Wellcome Fund Career" en ciencias biomédicas, un premio de la Fundación Packard en ciencia e ingeniería, y el premio "NIH Director's New Innovator".
Además de ser nombrada una de las Personas del Año de la revista TIME en 2015 (Ebola Fighters), Sabeti fue catalogada como una de las 100 personas más influyentes de la revista TIME en 2015.
En 2015, Sabeti fue seleccionada para el prestigioso premio Howard Hughes Medical Institute Investigator.